# Poker en 2008
Cet article résume les événements liés au monde du poker en 2008.

## Tournois majeurs

### World Series of Poker 2008
À compter de cette édition, la table finale du Main Event est disputée en novembre, près de 4 mois après l'élimination du joueur finissant à la 10e place.
Peter Eastgate remporte le Main Event.

### World Series of Poker Europe 2008
John Juanda remporte le Main Event.

### World Poker Tour Saison 6
| Étape                     | Vainqueur      |
| ------------------------- | -------------- |
| World Poker Open          | Brett Faustman |
| Borgata Winter Poker Open | Gavin Griffin  |
| L.A. Poker Classic        | Phil Ivey      |
| Bay 101 Shooting Star     | Brandon Cantu  |
| World Poker Challenge     | Lee Markholt   |
| Foxwoods Poker Classic    | Erik Seidel    |
| WPT Championship          | David Chiu     |

### World Poker Tour Saison 7
| Étape                             | Vainqueur            |
| --------------------------------- | -------------------- |
| Spanish Championship              | Casper Hansen        |
| Bellagio Cup                      | Michael Watson       |
| Legends of Poker                  | John Phan            |
| Borgata Poker Open                | Vivek Rajkumar       |
| North American Poker Championship | Glen Witmer          |
| Festa Al Lago                     | Bertrand Grospellier |
| World Poker Finals                | Jonathan Little      |
| Five Diamond World Poker Classic  | David Rheem          |

### European Poker Tour Saison 4
| Étape       | Vainqueur            |
| ----------- | -------------------- |
| PCA         | Bertrand Grospellier |
| Dortmund    | Michael McDonald     |
| Copenhague  | Tim Vance            |
| Varsovie    | Michael Schulze      |
| San Remo    | Jason Mercier        |
| Monte-Carlo | Glen Chorny          |

### European Poker Tour Saison 5
| Étape     | Vainqueur            |
| --------- | -------------------- |
| Barcelone | Sebastian Ruthenberg |
| Londres   | Michael Martin       |
| Budapest  | Will Fry             |
| Varsovie  | João Barbosa         |
| Prague    | Salvatore Bonavena   |

### Asia Pacific Poker Tour Saison 2
| Étape    | Vainqueur        |
| -------- | ---------------- |
| Macao    | Eddy Sabat       |
| Séoul    | Yoshihiro Tasaka |
| Auckland | Daniel Craker    |
| Manille  | Van Marcus       |
| Sydney   | Martin Rowe      |

### Latin American Poker Tour Saison 1
| Étape          | Vainqueur           |
| -------------- | ------------------- |
| Rio de Janeiro | Julien Nuijten      |
| San José       | Valdemar Kwaysser   |
| Punta del Este | José Miguel Espinar |

### Latin American Poker Tour Saison 2
| Étape    | Vainqueur |
| -------- | --------- |
| San José | Ryan Fee  |

### Crown Australian Poker Championships 2008
Alexander Kostritsyn remporte le Main Event et Howard Lederer le High Roller.

### Partouche Poker Tour 2008
Alain Roy remporte le Main Event.

## Poker Hall of Fame
Henry Orenstein et Duane "Dewey" Tomko sont intronisés.